# ピエトロ・マルチェッロ
ピエトロ・マルチェッロ（Pietro Marcello, 1976年7月2日 - ）は、イタリアの映画監督、脚本家である。

## 経歴
カゼルタ生まれ。美術学校で絵画を学び、ナポリのモンテサント地方のDAMMコミュニティセンターの創立者の一人となる。 2002年よりドキュメンタリー映画の製作を開始。2005年にはナポリの歴史地区に住むホームレスの男性についての短編ドキュメンタリー映画『La baracca』を撮影するかたわら、コートジボワールにおいてNGOの活動に協力し、ボランティアでドキュメンタリー映画『Grand Bassan』の制作に取り組む。
2007年にはイタリアを横断する急行列車の夜の様子を捉えた中編ドキュメンタリー映画『Il passaggio della linea』が第64回ヴェネツィア国際映画祭のオリゾンティ部門で上映される。2009年には初の長編監督作品となる『La bocca del lupo』を発表。同作は第27回トリノ映画祭で最優秀作品賞と観客賞を受賞したほか、第60回ベルリン国際映画祭においてカリガリ映画賞およびテディ賞（ドキュメンタリー部門）を受賞、さらに第55回ダヴィッド・ディ・ドナテッロ賞と第65回ナストロ・ダルジェント賞で最優秀ドキュメンタリー賞に輝いた。
2011年には第68回ヴェネツィア国際映画祭においてアルメニア人映画監督アルタヴァスト・ペレシャンについての中編ドキュメンタリー『Il silenzio di Pelešjan』と、マルコ・ベロッキオについての短編ドキュメンタリー『Marco Bellocchio, Venezia』を発表する。 2015年には長編映画『失われた美』を発表。同作はロカルノ映画祭コンペティション部門に出品されたほか、ヨーテボリ映画祭でイングマール・ベルイマン国際デビュー賞、ナストロ・ダルジェント賞で最優秀ドキュメンタリー賞を受賞した。2019年、ジャック・ロンドンの自伝的小説を映画化した『マーティン・エデン』を発表。同作は第76回ヴェネツィア国際映画祭コンペティション部門に出品され、主演のルカ・マリネッリがヴォルピ杯を受賞したほか、第65回ダヴィッド・ディ・ドナテッロ賞において脚色賞を受賞した。
2021年、アリーチェ・ロルヴァケル、フランチェスコ・ムンズィとともにイタリア全土で15歳から20歳の若者を対象に行ったインタビューをもとに長編ドキュメンタリー『Futura』を制作する。また同年、ルーチョ・ダッラについての長編ドキュメンタリー『Per Lucio』が第71回ベルリン国際映画祭で上映される。2022年、アレクサンドル・グリーンの小説『深紅の帆』（1923年）にもとづく長編映画『スカーレット』がカンヌ国際映画祭監督週間のオープニング作品に選出される。

## フィルモグラフィー

### 長編映画
- La bocca del lupo（2009年）
- 失われた美 Bella e perduta[13]（2015年）
- マーティン・エデン Martin Eden（2019年）
- Futura（2021年）
- Per Lucio（2021年）
- スカーレット L'envol[14]（2022年）

### 中編映画
- Il passaggio della linea（2007年）
- Il silenzio di Pelešjan（2011年）

### 短編映画
- Carta（2003年）
- Scampia（2003年）
- Il cantiere（2004年）
- La baracca（2005年）
- Napoli 24（2010年） - 「Rettifilo」
- Marco Bellocchio, Venezia（2011年）
- Venice 70: Future Reloaded （2013年）
- 9x10 novanta（2014年） - 「L'Italia umile」
- Ossessione（2016年）

## 主な受賞
- トリノ映画祭
  - 2009年：最優秀作品賞（『La bocca del lupo』）
  - 2009年：観客賞（『La bocca del lupo』）
- ベルリン映画祭
  - 2010年：カリガリ映画賞（『La bocca del lupo』）
  - 2010年：テディ賞（ドキュメンタリー部門）（『La bocca del lupo』）
- ロカルノ映画祭
  - 2015年：ユース審査員賞（『失われた美』）
- ナストロ・ダルジェント賞
  - 2010年：最優秀ドキュメンタリー賞（『La bocca del lupo』）
  - 2016年：最優秀ドキュメンタリー賞（『失われた美』）
- ダヴィッド・ディ・ドナテッロ賞
  - 2010年：長編ドキュメンタリー賞（『La bocca del lupo』）
  - 2020年：脚色賞（『マーティン・エデン』）
- ヨーテボリ映画祭
  - 2016年：イングマール・ベルイマン国際デビュー賞（『失われた美』）